# Seminářská zahrada
Seminářská zahrada je někdejší klášterní zahrada, od roku 1930 veřejně přístupný park na východním svahu Petřína v Praze 1. V horní části zahrady je ukryto malé jezírko. Níže vyvěrá pramen ve studánce zvané Petřínka, v dolní části zahrady se nachází dětské hřiště. Jižní částí parku prochází pozemní lanová dráha. Jako součást Petřínských sadů je chráněna jako kulturní památka České republiky.

## Historie
Na místě Seminářské zahrady se ve středověku rozkládala vinice založená z podnětu císaře Karla IV. Ta byla nahrazena v první polovině 17. století zahradou která byla ohrazena zdí a náležela k malostranskému klášteru bosých karmelitánů u Panny Marie Vítězné. Ti zde ve druhé polovině 18. století vystavěli barokní kapli která stojí dodnes. Jejich klášter byl zrušen v rámci církevních reforem císaře Josefa II. roku 1784 a zahrada se stala majetkem arcibiskupského semináře v Klementinu. V letech 1912 až 1914 proběhla obnova zahrady podle plánů Svatopluka Mockera, jenž navrhl zbudovat cesty a osázet pozemek ovocnými stromy.
Roku 1927 se stala zahrada majetkem hlavního města Prahy; stala se jím výměnou za pozemky které město poskytlo v Dejvicích pro výstavbu nové budovy arcibiskupského semináře. Poté byla stržena obvodová zeď a 1. května 1930 byla Seminářská zahrada zpřístupněna veřejnosti. V letech 1980 až 2000 proběhla rozsáhlá obměna ovocných stromů spojená s kácením přestárlých a vysazováním nových dřevin. V současnosti zde roste přes 2 700 ovocných stromů.

## Výzdoba a okolí

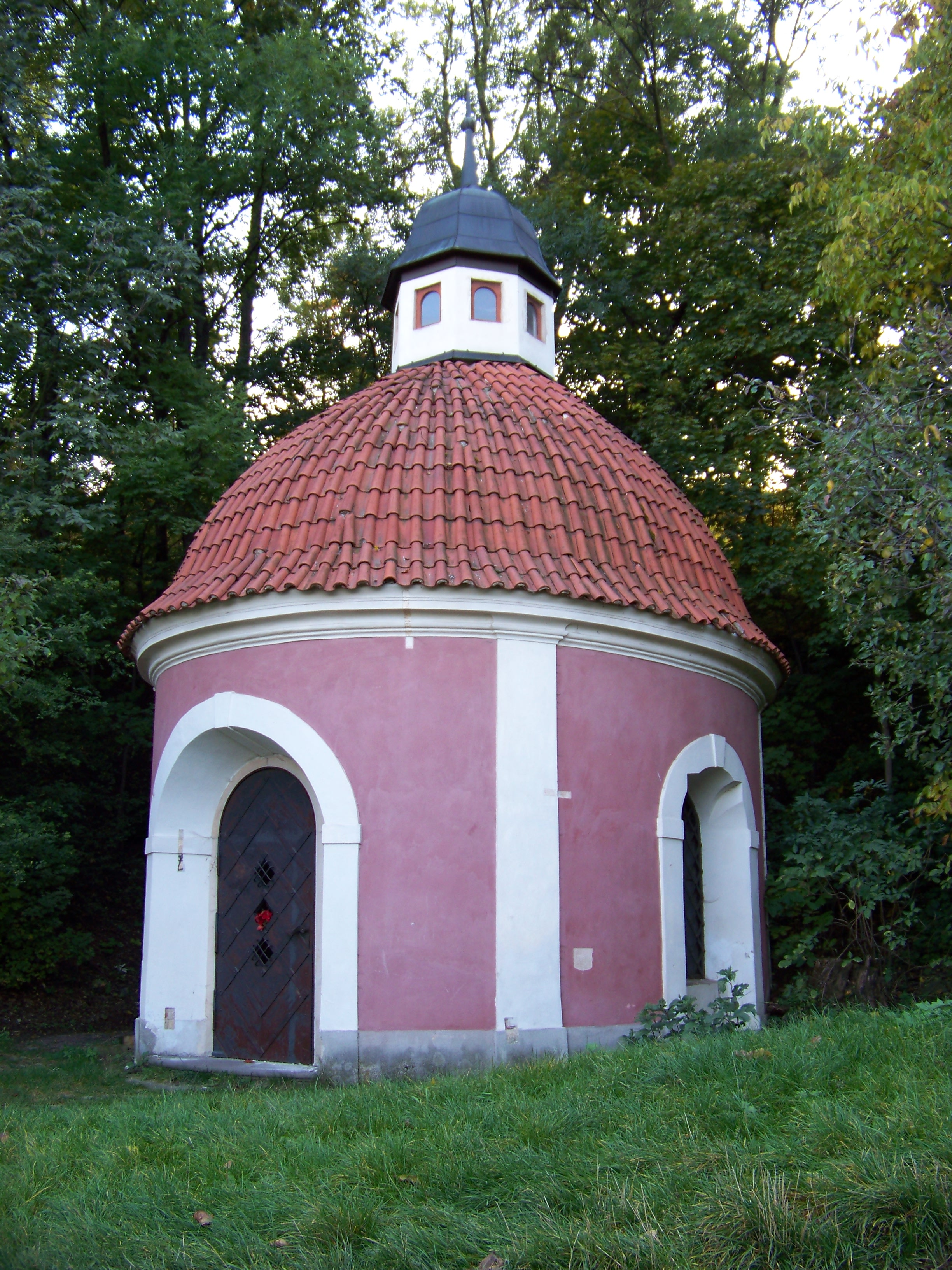
Kaple Jezulátka v Seminářské zahradě

V parku se nachází někdejší kaple Jezulátka patřící ke karmelitánskému klášteru. Kaple oválného půdorysu pochází zřejmě z první poloviny 18. století. Byla zrekonstruována po roce 2005.
K výzdobě parku patří i socha Jana Nerudy v dolní části parku, socha houslisty F. Lauba nebo fontána „U žabiček“ se sousoším sourozenců Revilliodových (vnuků T. G. Masaryka).
28. října 1968 zde Sbor ochrany přírody při Společnosti Národního muzea v Praze vysadil Lípu republiky.
Do Seminářské zahrady chodil a fotografoval zde nedaleko bydlící fotograf Josef Sudek. V 80. letech 20. století v ní několik let pracoval jako sadař cestovatel Jiří Hanzelka, který upadl v nemilost komunistického režimu a nesměl vykonávat jiné zaměstnání.
Ze svahu zahrady se otevírají atraktivní rozhledy na Staré Město, Malou Stranu a Hradčany.

## Fotogalerie

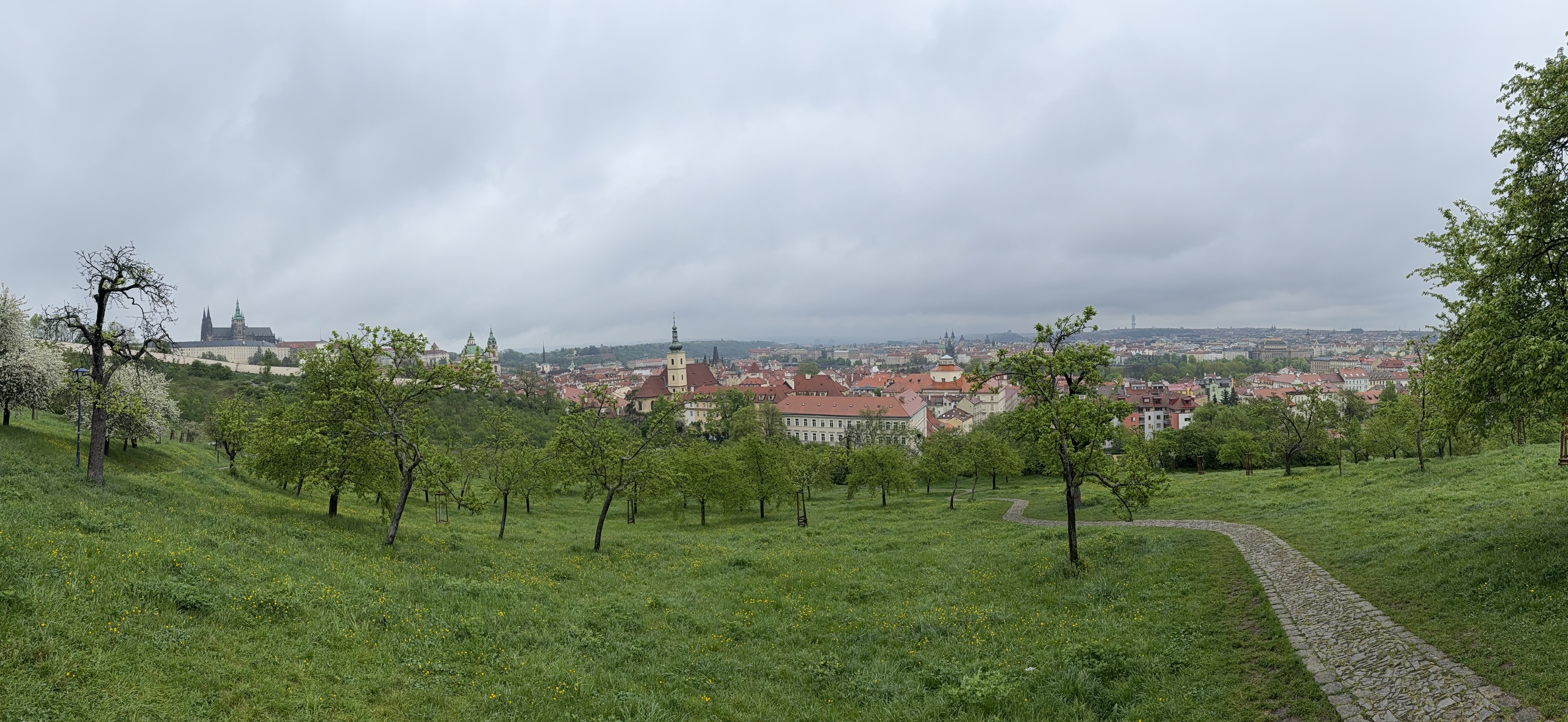
Seminářská zahrada panorama (2025)
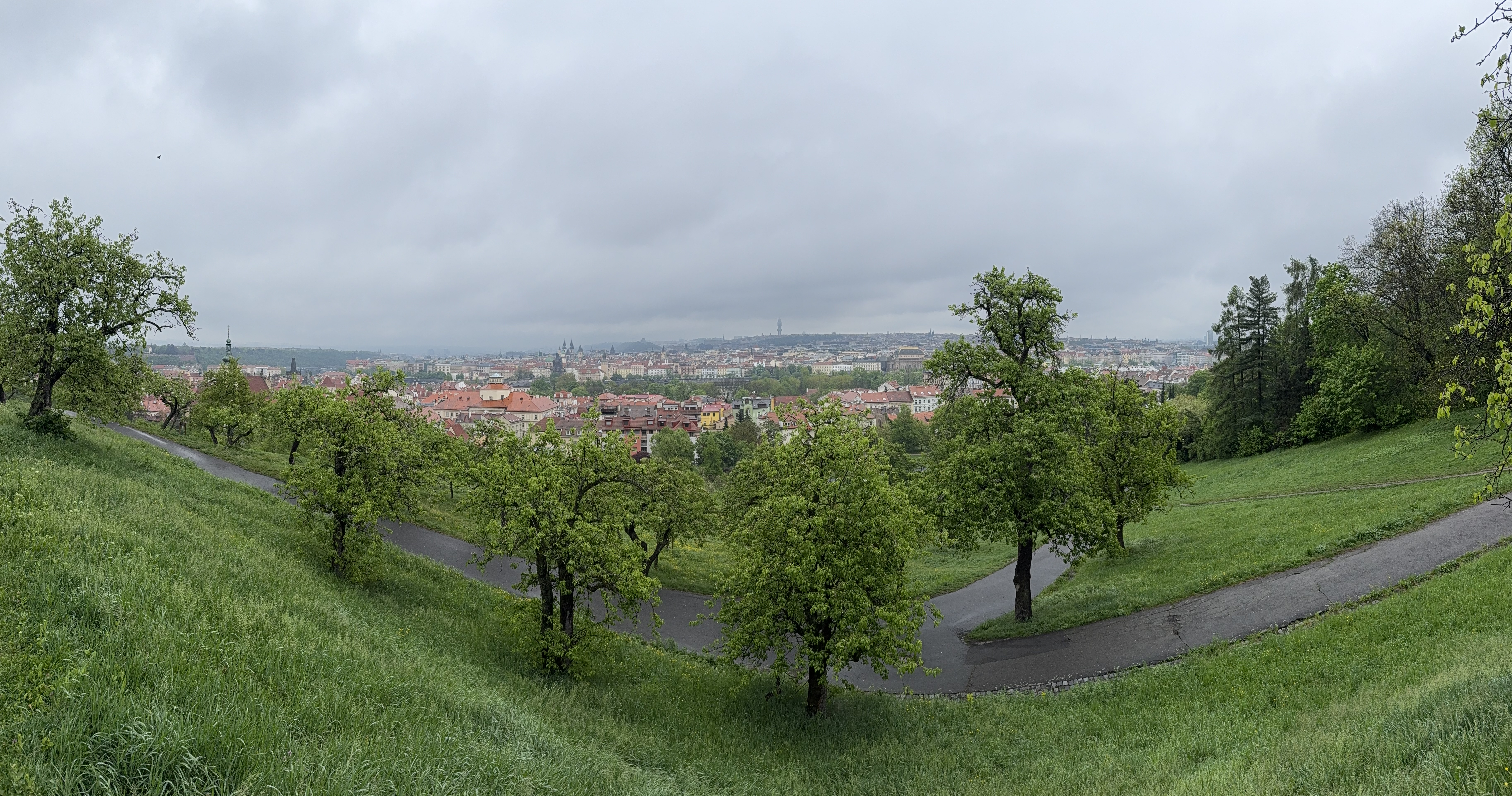
Seminářská zahrada panorama 2
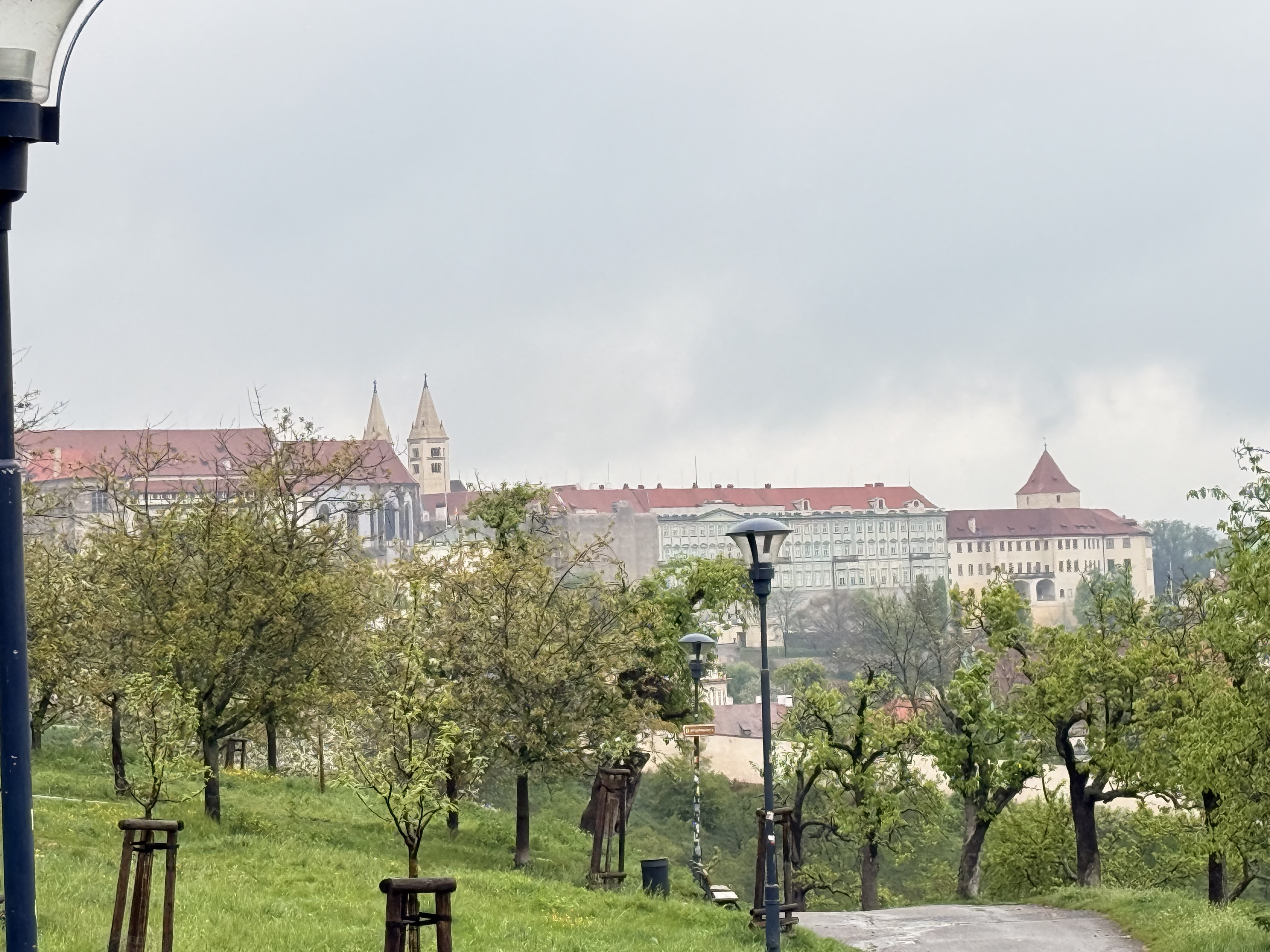
Seminářská zahrada (2025)